# Невская писчебумажная фабрика
Невская писчебумажная фабрика — крупная производственная компания дореволюционной России. Полное наименование — Акционерное общество Невской писчебумажной фабрики в С.-Петербурге. Производство и штаб-квартира компании находились в Санкт-Петербурге.

## История

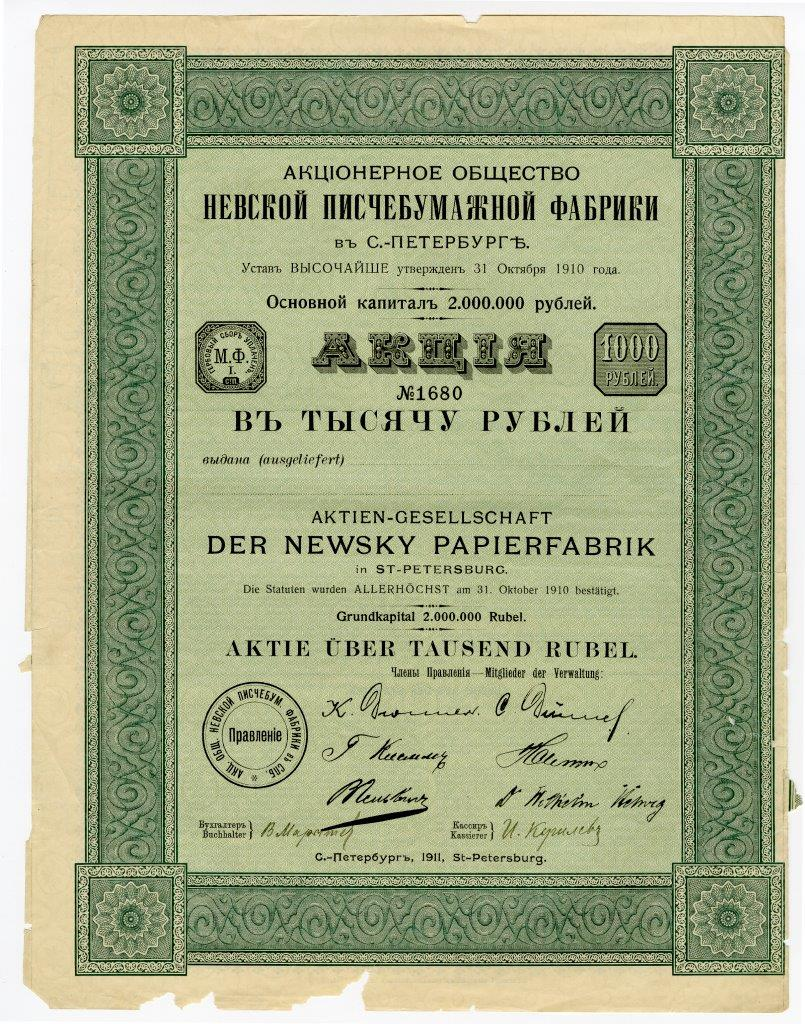
Акция в 1000 руб. на предъявителя Акционерного общества Невской писчебумажной фабрики в С.-Петербурге. С.-Петербург, 1911 г.

Невская писчебумажная фабрика основана в 1839—1840 гг. купцом 1-й гильдии потомственным почетным гражданином Александром Ивановичем Варгуниным вместе с подданным Великобритании Джоном Гоббертом и была построена на земле, приобретенной за 65 тыс. руб. у мануфактур советника Трибодино, петербургского купца А. Григорьева и у казенных кирпичных заводов. Фабрика стала первым предприятием на правом берегу Невы, на территории современного Невского района. Оборудование фабрики, как и обслуживающие его мастера, прибыли из Англии. Спустя некоторое время доля англичанина Гобберта была выкуплена и перешла к младшему брату А. И. Варгунина Павлу Ивановичу
Комплекс зданий фабрики был построен на нынешней Октябрьской набережной (дома № 54-56) по проекту архитектора Л. Л. Шауфельбергера.
Устроенная по английскому образцу фабрика братьев Варгуниных для своего времени считалась одним из самых передовых предприятий в том числе и по высоким международным промышленным меркам. Здесь впервые для бумажного производства России были применены паровые двигатели. Позднее на фабрике установили машину конструкции самого А. И. Варгунина для непрерывной проклейки и сушки ролевой бумаги, что произошло задолго до введения подобных технологий в Англии. Кроме наисовременнейших технологий производства, при бумажной фабрике также имелись жилые корпуса для рабочих, школа, церковь, баня и прачечная. Варгунинская фабрика стала первым российским предприятием, отмеченным медалью на Всемирной выставке (Лондон, 1851 г.). В 1874 г. здесь также впервые было освоено производство бумаги из соломы.
Многократно достраиваемая и модернизированная в течение второй половины XIX в. к 1900-м гг. фабрика Варгуниных была крупнейшей в России. На ней действовали четыре бумагоделательные машины, производство обслуживало более 700 рабочих. При этом строительство новых производственных корпусов и реконструкция старых не прекращались.
В 1907 г. на фабрике произошёл сильный пожар, уничтоживший две бумагоделательные машины, а также машину для проклейки бумаги и сушильню. Кроме того, от огня пострадали многие постройки и цеховое оборудование фабрики.
В 1910 г. фабрика перешла к новым владельцам (Банкирский дом Вамсберга) и была реорганизована в Акционерное общество Невской писчебумажной фабрики в Санкт-Петербурге. Под этим названием предприятие и просуществовало вплоть до последовавшей в 1918 г. национализации.
В советское время фабрика несколько раз меняла название: Бумажная фабрика им. Володарского, Ленинградская Бумажная фабрика № 2. В 1994 г. фабрика была акционирована и реорганизована в ОАО «Фабрика Бумага».